# André Orval
André Orval (Tegelen, 4 augustus 1940 – Venlo, 11 november 2021) was een Nederlands voetballer. Hij stond onder contract bij PSV en VVV.

## Carrière
Orval werd in 1958 door PSV opgepikt bij tweedeklasser SV Blerick, maar kwam in Eindhoven niet aan spelen toe. De rechtshalf verkaste vervolgens naar VVV waar hij op 10 januari 1960 ook zijn profdebuut maakte in een uitwedstrijd bij Feijenoord (2-2). De Blerickenaar zou uiteindelijk dertien jaar in het eerste elftal van de Venlose club spelen. In 1972 keerde hij terug naar de amateurs van SV Blerick waarmee hij in 1974 naar de Eerste klasse zou promoveren. Na zijn voetbalcarrière was Orval nog trainer bij onder andere HBSV en EWC '46.
Orval overleed in 2021 op 81-jarige leeftijd.

## Statistieken
| Seizoen         | Club            | Competitie      | Competitie | Competitie | Beker | Beker | Overige | Overige | Totaal | Totaal |
| Seizoen         | Club            | Competitie      | Wed.       | Dlp.       | Wed.  | Dlp.  | Wed.    | Dlp.    | Wed.   | Dlp.   |
| --------------- | --------------- | --------------- | ---------- | ---------- | ----- | ----- | ------- | ------- | ------ | ------ |
| 1958/59         | PSV             | Eredivisie      | 0          | 0          | —     | —     | —       | —       | 0      | 0      |
| 1959/60         | VVV             | Eredivisie      | 2          | 0          | —     | —     | —       | —       | 2      | 0      |
| 1960/61         | VVV             | Eredivisie      | 6          | 0          | 3     | 0     | —       | —       | 9      | 0      |
| 1961/62         | VVV             | Eredivisie      | 23         | 0          | 1     | 0     | 3       | 0       | 27     | 0      |
| 1962/63         | VVV             | Eerste divisie  | 21         | 1          | 3     | 0     | —       | —       | 24     | 1      |
| 1963/64         | VVV             | Eerste divisie  | 19         | 0          | 0     | 0     | —       | —       | 19     | 0      |
| 1964/65         | VVV             | Eerste divisie  | 23         | 2          | 2     | 0     | —       | —       | 25     | 2      |
| 1965/66         | VVV             | Eerste divisie  | 21         | 2          | 2     | 0     | —       | —       | 23     | 2      |
| 1966/67         | FC VVV          | Tweede divisie  | 15         | 1          | —     | —     | —       | —       | 15     | 1      |
| 1967/68         | FC VVV          | Eerste divisie  | 28         | 1          | 3     | 0     | 2       | 0       | 33     | 1      |
| 1968/69         | FC VVV          | Tweede divisie  | 23         | 0          | 1     | 0     | —       | —       | 24     | 0      |
| 1969/70         | FC VVV          | Tweede divisie  | 20         | 1          | 0     | 0     | —       | —       | 20     | 1      |
| 1970/71         | FC VVV          | Tweede divisie  | 31         | 1          | 1     | 0     | —       | —       | 32     | 1      |
| 1971/72         | FC VVV          | Eerste divisie  | 32         | 0          | 1     | 0     | —       | —       | 33     | 0      |
| Carrière totaal | Carrière totaal | Carrière totaal | 264        | 9          | 17    | 0     | 5       | 0       | 286    | 9      |